# IC 2174
IC 2174 је спирална галаксија у сазвјежђу Жирафа која се налази на листи објеката дубоког неба у Индекс каталогу.
Деклинација објекта је + 75° 21' 13" а ректасцензија 7h 9m 5,0s. Привидна величина (магнитуда) објекта IC 2174 износи 13,6 а фотографска магнитуда 14,5. IC 2174 је још познат и под ознакама UGC 3666, MCG 13-6-2, CGCG 348-30, PGC 20252.